# Muricella robusta
Muricella robusta är en korallart som beskrevs av Thomson och Simpson 1909. Muricella robusta ingår i släktet Muricella och familjen Acanthogorgiidae. Inga underarter finns listade i Catalogue of Life.